# Auguste Prosper Daguillon
Auguste Prosper Daguillon fue un botánico francés ( * 6 de julio de 1862 , París-17 de julio de 1908 ibíd.)

## Biografía
Su padre era funcionario. Realizó sus estudios en París, obteniendo su bachillerato en 1879. 

## Algunas publicaciones
- 1887 : Notions de zoologie à l'usage de l'enseignement secondaire, Belin (Paris) : viii + 327 pp.
- 1891 : Notions de botanique à l'usage de l'enseignement secondaire, Belin (Paris) : 198 pp.
- 1893 : Cours complet d'histoire naturelle, à l'usage de l'enseignement primaire supérieur, Belin (Paris) : 166 pp.
- 1897 : Anatomie et physiologie animales, à l'usage des élèves de l'enseignement secondaire classique, Belin (Paris) : 512 pp.
- 1904 : Précis d'histoire naturelle (zoologie, botanique, géologie), Belin (Paris) : 823 pp.

## Fuente
- christophe Charle & eva Telkes. 1989. Les Professeurs de la Faculté des sciences de Paris. Dictionnaire biographique (1901-1939), Institut national de recherche pédagogique (Paris) et CNRS Éditions, collection Histoire biographique de l’Enseignement : 270 pp. ISBN 2-222-04336-0

- La abreviatura «Daguillon» se emplea para indicar a Auguste Prosper Daguillon como autoridad en la descripción y clasificación científica de los vegetales.[1]